# Підключений автомобіль
Підключений автомобіль (англ. Connected car)  — це автомобіль, який може взаємодіяти в двосторонньому напрямку з іншими системами за межами автомобіля (LAN). Це дозволяє автомобілю ділитися доступом до Інтернету, а отже, і даними з іншими пристроями як всередині, так і зовні автомобіля. Очікується, що для критичних для безпеки додатків автомобілі також будуть підключатися за допомогою спеціального зв'язку ближнього радіусу дії (DSRC) або стільникових радіостанцій, які працюють у діапазоні 5.9 ГГц, наданій FCC з дуже низькою затримкою. 
Обидва варіанти США та ЄС зосереджені на зв'язку 5,9 ГГц, однак сценарій ЄС має більш чіткий шлях до використання гібридного зв'язку (через запропонований підхід CALM), ніж сценарій США. Таким чином, сценарій ЄС вважається більш інтегрованим і масштабованим. Разом з іншими новими транспортними технологіями, такими як автоматизоване водіння, електромобілі та спільна мобільність, підключені транспортні засоби вносять свій внесок у новий тип мобільності майбутнього, яким є автономні, підключені, електричні та спільні транспортні засоби.

## Історія підключених автомобілів, 1996— дотепер
General Motors була першим автовиробником, який випустив на ринок перші підключені функції автомобіля з OnStar у 1996 році в Cadillac DeVille, Севільї та Ельдорадо. OnStar був створений GM, що співпрацює з Motorola Automotive (яку пізніше купила Continental). Основною метою була безпека та надання невідкладної допомоги транспортному засобу під час аварії. Чим швидше прибуде медична допомога, тим більше шансів, що водії та пасажири виживуть. Дзвінок стільникового телефону буде направлено до кол-центру, куди агент надсилає допомогу.
Спочатку OnStar працював лише з голосом, але коли стільникові системи додали дані, система змогла надіслати місцезнаходження GPS до кол-центру. Після успіху OnStar багато автовиробників почали використовувати подібні програми безпеки, які зазвичай мають безкоштовну пробну версію для нового автомобіля, а потім платну підписку після завершення пробної версії.
Дистанційне діагностування було введене у 2001 році. До 2003 року підключені автомобільні послуги включали звіти про стан автомобіля, покрокові вказівки з виконання контрольно-діагностичних операцій та пристрій доступу до мережі. У 2007 році вперше була запропонована телематика лише для даних.
Влітку 2014 року Audi була першим автовиробником, який запропонував доступ до точок доступу 4G LTE Wi-Fi, а перше масове розгортання 4G LTE здійснила General Motors.
До 2015 року OnStar обробив 1 мільярд запитів від клієнтів.
AA plc (раніше відома як The Automobile Association) представила Car Genie, першу технологію підключеного автомобіля у Великій Британії, яка підключається безпосередньо до служби поломок, не лише попереджаючи про проблеми зі справністю автомобіля, але й безпосередньо втручаючись у телефонний дзвінок клієнтам. щоб допомогти їм запобігти поломці.
У 2017 році європейський технологічний стартап Stratio Automotive надає прогнозну аналітичну інформацію про понад 10 000 транспортних засобів, що дає змогу операторам автопарків краще керувати своїми транспортними засобами та обслуговувати їх.
У 2020 році компанія Pitstop Connect, лідер у сфері технології прогнозного обслуговування, оголосила про стратегічне партнерство із Sensata Technologies, світовим лідером у сфері рішень для зондування. Це партнерство дозволяє транспортним засобам по всьому світу скористатися перевагами прогнозів, щоб скоротити час простою на 25 % менше.

## Типи підключення
Існує 5 способів підключення транспортного засобу до оточення та обміном данними з ним:
1. V2I «Vehicle to Infrastructure»: технологія збирає дані, згенеровані транспортним засобом, і надає водієві інформацію про інфраструктуру. Технологія V2I передає інформацію про безпеку, мобільність або умови, пов'язані з навколишнім середовищем.
2. V2V "Від транспортного засобу до транспортного засобу ": технологія передає інформацію про швидкість і положення навколишніх транспортних засобів за допомогою бездротового обміну інформацією. Мета полягає в тому, щоб уникнути аварій, зменшити затори та позитивно вплинути на навколишнє середовище.
3. V2C " Vehicle to Cloud ": Технологія обмінюється інформацією про та для застосування автомобіля з хмарною системою. Це дозволяє автомобіль використовуючи інформацію від інших, хоча хмари пов'язано такими галузі, як енергетика, транспорт і розумних будинку і використання робить з IoT .
4. V2P «Vehicle to Pedestrian»: технологія сприймає інформацію про навколишнє середовище та передає її іншим транспортним засобам, інфраструктурі та персональним мобільним пристроям. Це дає змогу транспортному засобу спілкуватися з пішоходами та має на меті покращити безпеку та мобільність на дорозі.
5. V2X «Vehicle to Everything»: технологія з'єднує всі типи транспортних засобів та інфраструктурних систем з іншими. Це сполучення включає автомобілі, шосе, кораблі, потяги та літаки.

## Категорії додатків
Заявки можна розділити на дві категорії:
1. Додатки для окремого транспортного засобу: додатки для вмісту та обслуговування в автомобілі, реалізовані одним транспортним засобом у зв'язку з хмарою або бек-офісом.
2. Спільні програми безпеки та ефективності: вони забезпечують зв'язок між транспортними засобами (або інфраструктурою), безпосередньо повинні працювати як міжбрендові, так і за кордоном і вимагають стандартів і регулювання. Деякі можуть бути зручними програмами, інші — безпекою, що може вимагати регулювання.

Приклади включають, серед іншого:
1. Програми для окремого транспортного засобу: функції консьєржа, надані виробниками автомобілів або додатками, сповіщають водія про час виїхати, щоб прибути вчасно з календаря та надсилають текстові повідомлення друзям або діловим партнерам, щоб попередити їх про час прибуття, наприклад BMW Connected NA, який також допомагає знайти парковку або заправку . Європейський eCall був би прикладом єдиної програми безпеки автомобіля, яка є обов'язковою в ЄС .
2. Спільна безпека життя та спільна ефективність: попередження про переднє зіткнення, попередження про зміну смуги руху/попередження про сліпу зону, попередження про аварійне гальмування, допоміжний сигнал руху на перехресті, наближення аварійного автомобіля, попередження про дорожні роботи, автоматичне сповіщення про аварії, сповіщення про перевищення швидкості та попередження про безпеку .

Сегмент підключених автомобілів можна далі класифікувати на вісім категорій.
- Управління мобільністю: функції, які дозволяють водієві швидко, безпечно та рентабельно дістатися до місця призначення (наприклад: поточна інформація про дорожній рух, допомога на парковці або гаражі, оптимізоване споживання палива)
- Комерція: функції, що дозволяють користувачам купувати товари або послуги в дорозі (наприклад, паливо, продукти харчування та напої, паркування, плата за проїзд)
- Управління транспортним засобом: функції, які допомагають водієві зменшити експлуатаційні витрати та покращити простоту використання (наприклад, нагадування про стан автомобіля та обслуговування, дистанційне керування, передачу даних про використання)
- Запобігання поломкам: підключено до служби поломок, із заданим алгоритмом, що прогнозує поломки, і вихідна служба, що працює за допомогою телефону, SMS або push-повідомлення
- Безпека: функції, які попереджають водія про зовнішні небезпеки та внутрішні реакції транспортного засобу на небезпеку (наприклад, аварійне порушення, утримання смуги руху, адаптивний круїз-контроль, ідентифікація об'єктів сліпих зон)
- Розваги: функції, що передбачають розвагу водія та пасажирів (наприклад, інтерфейс смартфона, точка доступу WLAN, музика, відео, Інтернет, соціальні мережі, мобільний офіс)
- Допомога водієві: функції, що передбачають частково або повністю автоматичне водіння (наприклад, оперативна допомога або автопілот у інтенсивному заторі, на парковці або на шосе)
- Добре самопочуття: функції, що передбачають комфорт водія, а також здатність і придатність до керування (наприклад, виявлення втоми, автоматичне налаштування середовища, щоб тримати водіїв напоготові, медична допомога)

## Застосування для одного автомобіля
Сучасні автомобілі включають в себе вбудовані навігаційні системи, інтеграцію смартфонів та мультимедійні пакети. Як правило, підключений автомобіль, виготовлений після 2010 року, має головний пристрій, систему розваг автомобіля, вбудовану систему з екраном, з якого водій може бачити роботу з'єднань або керувати ними. Типи функцій, які можна створити, включають відтворення музики/аудіо, програми для смартфонів, навігацію, допомогу на дорозі, голосові команди, контекстну допомогу/пропозиції, програми для паркування, керування двигуном та діагностику автомобіля.
6 січня 2014 року Google оголосила про створення Open Automotive Alliance (OAA), глобального альянсу лідерів технологій та автомобільної промисловості, який зобов'язується довести платформу Android до автомобілів, починаючи з 2014 року. OAA включає Audi, GM, Google, Honda, Hyundai та Nvidia.
3 березня 2014 року Apple оголосила про нову систему підключення iPhone 5/5c/5S до автомобільних інформаційно-розважальних пристроїв за допомогою iOS 7 до автомобілів через роз'єм Lightning, який називається CarPlay .
Android Auto було анонсовано 25 червня 2014 року, щоб забезпечити спосіб підключення смартфонів Android до автомобільних інформаційно-розважальних систем.
Все частіше підключені автомобілі (і особливо електромобілі) використовують переваги розвитку смартфонів, а програми доступні для взаємодії з автомобілем з будь-якої відстані. Користувачі можуть розблокувати свої автомобілі, перевірити стан акумуляторів на електромобілях, знайти місцезнаходження автомобіля або дистанційно активувати систему клімат-контролю.
Нововведення, які представлені до 2020 року, включають повну інтеграцію додатків для смартфонів, таких як зв'язування календаря смартфона, його відображення на лобовому склі автомобіля та автоматичний пошук адреси в навігаційній системі для записів у календарі. У довгостроковій перспективі навігаційні системи будуть інтегровані в лобове скло і за допомогою доповненої реальності проектуватимуть цифрову інформацію, як-от оповіщення та інформацію про дорожній рух, на реальні зображення з точки зору водія.
Найближчі інновації щодо керування зв'язками з транспортними засобами (VRM) передбачають розширені віддалені послуги, такі як відстеження GPS та персоналізовані обмеження використання. Крім того, розробляються послуги з технічного обслуговування, такі як облачні налаштування, що вимагають співпраці автодилерів, OEM-виробників і сервісних центрів.
Незважаючи на різні чинники ринку, існують також бар'єри, які заважали остаточному прориву підключеного автомобіля протягом останніх кількох років. Одним з них є той факт, що клієнти неохоче платять за додаткові витрати, пов'язані з вбудованим підключенням, і замість цього використовують свої смартфони як рішення для своїх потреб підключення в автомобілі. Оскільки цей бар'єр, ймовірно, збережеться, принаймні в короткостроковій перспективі, виробники автомобілів звертаються до інтеграції смартфонів, щоб задовольнити попит споживачів на підключення.

## Спільна безпека життя та ефективність
Ці послуги стосуються удосконаленої системи допомоги водію (ADAS), які залежать від сенсорного введення більш ніж одного транспортного засобу та забезпечують миттєву реакцію за допомогою автоматичного моніторингу, попередження, гальмування та керування. Вони залежать від миттєвого зв'язку між транспортним засобом, а також від інфраструктури, функціонуючи між брендами та національними кордонами та забезпечуючи міжбрендові та транскордонні рівні конфіденційності та безпеки. З цієї причини Національна адміністрація безпеки дорожнього руху США (NHTSA) у своєму попередньому сповіщенні про запропоновану нормотворчість (ANPRM) щодо зв'язку V2V виступила за регулювання у Конгресі США. NHTSA розпочав процес формування правил 13 грудня 2016 року, запропонувавши застосувати спеціальні технології зв'язку малої дальності (DSRC) у нових легких транспортних засобах. Згідно з цим пропонованим правилом, транспортні засоби транслюватимуть певний пакет даних, «базове повідомлення безпеки» (BSM) до десяти разів на секунду, вказуючи місце розташування транспортного засобу, курс і швидкість. У березні 2017 року GM став першим автовиробником у США, який представив DSRC як стандартне обладнання для серійного автомобіля Cadillac CTS. У США також діють відповідні стандарти — IEEE 802.11p — і правила частоти . У Європі частота гармонізована для безпеки транспорту і діє гармонізований стандарт, який називається ETSI ITS-G5. У ЄС немає жодного обмеження, щоб зобов'язувати виробників транспортних засобів вводити Connect. Тривають обговорення нормативної бази для конфіденційності та безпеки.
Технологічно можна реалізувати кооперативні програми. Тут нормативно-правова база є основною перешкодою для впровадження, потрібно вирішувати такі питання, як конфіденційність та безпека. Британський тижневик «The Economist» навіть стверджує, що це питання регулюється нормативно.

## Апаратне забезпечення
Необхідне обладнання можна розділити на вбудовані або вбудовані системи підключення. Вбудовані телематичні блоки найчастіше мають фірмове підключення до Інтернету через GSM- модуль і інтегровані в IT-систему автомобіля. Хоча більшість підключених автомобілів у Сполучених Штатах використовують GSM-оператора AT&T із SIM-карткою GSM, як у випадку з Volvo, деякі автомобілі, такі як система Hyundai Blue Link, використовують Verizon Wireless Enterprise, оператора без GSM CDMA.
Більшість введених пристроїв підключаються до порту OBD (бортової діагностики) для електрифікації та доступу до даних автомобіля, і їх можна розділити на два типи підключення:
- Устаткування покладається на смартфон клієнта для підключення до Інтернету
- Апаратне забезпечення встановлює власне інтернет-з'єднання через GSM-модуль.

Усі види апаратного забезпечення мають типові випадки використання драйверами. Вбудовані рішення здебільшого ґрунтувалися на правилах безпеки в Європі для автоматизованого екстреного виклику (скорочено eCall). Залучені пристрої зазвичай зосереджені на одному сегменті клієнтів і одному конкретному випадку використання.

## Страхування
Дані, отримані завдяки більшій підключеності транспортних засобів, впливають на індустрію автомобільного страхування. Технології прогнозного моделювання та машинного навчання, а також потокова передача даних у режимі реального часу, що надає серед іншого інформацію про швидкість руху, маршрути та час, змінюють ведення бізнесу страховиків. Перші користувачі почали пристосовувати свою пропозицію до розвитку автомобільної промисловості, що привело їх до переходу від простого постачальника страхових продуктів до гібридів страхових послуг.
Progressive, наприклад, у 2008 році запровадила свою програму страхування на основі використання Snapshot, яка враховує час і здібності. Дані, зібрані за допомогою бортового діагностичного пристрою, дозволяють компанії проводити подальші персональні та регіональні оцінки ризиків. Ще одне нововведення, яке тестується в страховій галузі, стосується телематичних пристроїв, які передають дані про транспортний засіб і водія через глобальні мережі і згодом використовуються для впливу на поведінку водія в юридичних цілях і ідентифікації шахрайських страхових відшкодувань. Подальші застосування — це динамічні профілі ризику та покращена сегментація клієнтів. Майбутні послуги включають навчання навичкам водіння з міркувань ефективності використання палива та безпеки, прогнозування потреб у технічному обслуговуванні та надання порад власникам автомобілів щодо найкращого часу для продажу свого автомобіля.

## Тенденції
Наступні тенденції посилюють перехід до повноцінної індустрії підключених автомобілів, змінюючи концепцію того, що розуміється як автомобіль і які його функції.
Технологічні інновації у сфері підключення прискорюються. Високошвидкісні комп'ютери допомагають інформувати автомобіль про навколишнє середовище, що може перетворити маневрування самокерованим транспортним засобом у все більшу реальність.
Існують ініціативи щодо використання технології Ethernet для підключення датчиків, які дозволяють використовувати передові системи допомоги водієві (ADAS). Через Ethernet швидкість мережі всередині автомобіля може зрости від одного мегабіт до гігабіт . Крім того, Ethernet використовує комутатори, які дозволяють підключатися до будь-якої кількості пристроїв, зменшуючи кількість необхідного кабелю і, таким чином, загальну вагу автомобіля. Крім того, він більш масштабований, що дозволяє пристроям і датчикам підключатися з різною швидкістю, а також має перевагу, що компоненти доступні на полиці.
Насправді дослідження також показують, що клієнти готові змінити виробника лише для того, щоб мати можливість використовувати мобільні пристрої та підключення. У 2014 році було 21 % тих, хто був готовий це зробити, тоді як у 2015 році ця кількість зросла до 37 %. Крім того, 32 % цих клієнтів також були б готові платити за послугу, пов'язану з підключенням, на основі базової моделі. Цей показник становив 21 % у 2014 році, рік тому. Збільшення кількості клієнтів, які бажають змінити виробника та оплачувати такі послуги, свідчить про зростання важливості підключених автомобілів.

## Критика

### Недоліки та проблеми
Хоча підключений автомобіль пропонує водіям як переваги, так і захоплення, він також стикається з недоліками та проблемами;
- Основною проблемою підключених автомобілів є зламність. Чим більше він підключений до Інтернету та системи, він стає більш схильним до проникнення ззовні. Якщо автовиробники можуть надавати послуги та допомогу на відстані, через цей канал хакери також зможуть отримати доступ до автомобіля та контролювати його. У Німеччині та Бразилії 59 % водіїв автомобілів бояться бути зламаними, якщо він підключений до Інтернету. У США їх 43 %, а в Китаї 53 %, тоді як середній показник становить 54 %.
- Надійність також є важливою проблемою. Автомобілі, датчики та мережеве обладнання будуть працювати несправно. Системі доводиться мати справу з неправильними даними, а також з несправними комунікаціями, такими як атаки відмови в обслуговуванні.
- Конфіденційність — це інший вимір, як для злому, так і для інших видів використання. Конфіденційні дані, зібрані з автомобіля, такі як місцезнаходження, щоденний маршрут водія, використовувані додатки тощо, можуть бути зламані та використані для несанкціонованих цілей, а також використовуються підприємствами та урядом. Наприклад, у Німеччині 51 % водіїв автомобілів не хочуть користуватися послугами, пов'язаними з автомобілем, оскільки вони хочуть зберегти конфіденційність. У США це 45 %, у Бразилії 37 %, а в Китаї так вважають 21 % водіїв автомобілів. Середній показник становить 37 %.
- Простий збій в системі, чи то в підключеному автомобілі, чи в іншому місці мережі, перебуваючи на автономному приводі, може призвести до фатальних наслідків.

### Боротьба з викликами
- Зміна дизайну продуктів: спосіб розробки продукту та «архітектура обслуговування-відповідь» відіграють вирішальну роль. Компанії повинні зосередитися на довгострокових рішеннях з точки зору безпеки дизайну, оскільки швидкі зміни коштують дорого і їх легко обійти. Інтеграція цієї сфери на якомога ранньому етапі розробки продукту може бути правильним підходом для компаній.
- Внутрішня співпраця між підрозділами компанії: командами з безпеки продуктів і корпоративними командами IT-безпеки доведеться тісно співпрацювати, щоб запобігти зламу їх пристроїв. Для цього компанії можуть створювати рекомендації, які мінімізують ймовірність помилок і прогалини в безпеці (програмне забезпечення). Спрощення модифікації та виправлення систем може бути ще одним ефектом від цього.
- Оновлення по повітрю: оскільки короткострокові рішення також легко вирішувати проблеми, технологія під назвою OTA (over-the-air) стає все більш важливою для OEM-виробників. Ці оновлення OTA дозволяють компаніям швидко виявляти проблеми/атаки та запобігати активізації зловмисників і атаці на систему. Однак це дуже витратний підхід, і компанії повинні детально знати архітектуру своїх систем, щоб безпосередньо атакувати проблему, щоб не втратити гроші на неефективності.
- Безпека ланцюга створення вартості: оскільки компанії є остаточними інтеграторами систем безпеки, вони також повинні контролювати безпеку по всьому ланцюжку створення вартості. Також постачальники повинні переконатися, що безпека відіграє найважливішу роль для мобільного пристрою. На прикладі відділу закупівель він повинен переконатися, що функції кібербезпеки кінцевого продукту обговорені та доступні. Вся проблема безпеки починається на початку ланцюга створення вартості. Цей підхід можна використовувати для фактичного визначення та формування майбутніх стандартів безпеки в галузі та забезпечення того, щоб кожен гравець галузі мав однакове розуміння важливості безпеки.

## Функції Connected Car Service
- Служба мобільних додатків

| Manufacturer | Service                             | Mobile App | Features (Compatible based on model) | Safety Service                                                                                   | Security Service                                                                  |
| ------------ | ----------------------------------- | ---------- | --- | ------------------------------------------------------------------------------------------------ | --------------------------------------------------------------------------------- |
| Audi         | myAudi                              | Yes        | Start / Stop Lock / Unlock Climate Controls |                                                                                                  |                                                                                   |
| Acura        | AcuraLink                           | Yes        | Start / Stop Lock / Unlock Climate Controls |                                                                                                  |                                                                                   |
| BMW          | Connected Drive                     | Yes        | Start / Stop Lock / Unlock Climate Controls |                                                                                                  |                                                                                   |
| Cadillac     | myCadillac                          | Yes        | TBD |                                                                                                  |                                                                                   |
| Chevrolet    | myChevrolet                         | Yes        | TBD |                                                                                                  |                                                                                   |
| Chrysler     | Uconnect Access                     | Yes        | TBD |                                                                                                  |                                                                                   |
| Dodge        | Uconnect Access                     | Yes        | TBD |                                                                                                  |                                                                                   |
| Fiat         | Uconnect Access[відсутнє в джерелі] | Yes        | TBD |                                                                                                  |                                                                                   |
| Ford         | SYNC Connect                        | Yes        | Start / Stop Lock / Unlock |                                                                                                  |                                                                                   |
| Genesis      | GENESIS connected services          | Yes        | Start / Stop Lock / Unlock Climate Controls Horn Honk & Light Vehicle Status Check Find My Car Location Share My Car (APP Sharing) Tyre Pressure Information Seat Ventilation Control / Status Air Purifier ON Fuel Level Information In-Vehicle Air Quality Status Pro-Active Vehicle Status Alert Auto/Manual DTC Check (Diagnosis) Monthly Health Report Maintenance Alert Driving Information / Behaviour Digital Car Key Car Pay(In-vehicle Payment) IoT(CarToHome/HomeToCar) | Auto Crash Notification (ACN) SOS / Emergency Assistance Road Side Assistance Panic Notification | Stolen Vehicle Tracking Stolen Vehicle Notification Stolen Vehicle Immobilization |
| GMC          | myGMC                               | Yes        | TBD |                                                                                                  |                                                                                   |
| Honda        | HondaLink                           | Yes        | Start / Stop Lock / Unlock Climate Controls |                                                                                                  |                                                                                   |
| Hyundai      | Blue Link                           | Yes        | Start / Stop Lock / Unlock Climate Controls Horn Honk & Light Vehicle Status Check Find My Car Location Share My Car (APP Sharing) Tyre Pressure Information Seat Ventilation Control / Status Air Purifier ON Fuel Level Information In-Vehicle Air Quality Status Pro-Active Vehicle Status Alert Auto/Manual DTC Check (Diagnosis) Monthly Health Report Maintenance Alert Driving Information / Behaviour Digital Car Key Car Pay(In-vehicle Payment) IoT(CarToHome/HomeToCar) | Auto Crash Notification (ACN) SOS / Emergency Assistance Road Side Assistance Panic Notification | Stolen Vehicle Tracking Stolen Vehicle Notification Stolen Vehicle Immobilization |
| Jeep         | Uconnect Access                     | Yes        | TBD |                                                                                                  |                                                                                   |
| Kia          | UVO                                 | Yes        | Start / Stop Lock / Unlock Climate Controls Horn Honk & Light Vehicle Status Check Find My Car Location Share My Car (APP Sharing) Tyre Pressure Information Seat Ventilation Control / Status Air Purifier ON Fuel Level Information In-Vehicle Air Quality Status Pro-Active Vehicle Status Alert Auto/Manual DTC Check (Diagnosis) Monthly Health Report Maintenance Alert Driving Information / Behaviour Digital Car Key Car Pay(In-vehicle Payment) IoT(CarToHome/HomeToCar) | Auto Crash Notification (ACN) SOS / Emergency Assistance Road Side Assistance Panic Notification | Stolen Vehicle Tracking Stolen Vehicle Notification Stolen Vehicle Immobilization |
| Lexus        | Lexus Enform Remote                 | Yes        | TBD |                                                                                                  |                                                                                   |
| Mazda        | Mazda Mobile Start                  | Yes        | TBD |                                                                                                  |                                                                                   |
| Mercedes     | mbrace mbusa                        | Yes        | Запуск / зупинка двигуна Замкнути / відкрити двері Клімат контроль Контроль заряду акумулятора Пошук авто як на стоянці, так і глобально (із сигналізацією сигналом чи фарами) Планування та контроль технічного обслуговування Статус автомобіля (напр., пробіг, рівень палива, тиск в шинах тощо) Супутникові знімки (місць виїзду, прибуття та будь-якого з інших місць) |                                                                                                  |                                                                                   |
| Mitsubishi   | Mitsubishi Connect                  | No         | TBD |                                                                                                  |                                                                                   |
| Nissan       | NissanConnect                       | Yes        | TBD |                                                                                                  |                                                                                   |
| RAM          | Uconnect Access                     | Yes        | TBD |                                                                                                  |                                                                                   |
| Subaru       | STARLINK                            | Yes        | Lock / Unlock |                                                                                                  |                                                                                   |
| Tesla        | Tesla                               | Yes        | Start / Stop Lock / Unlock Climate Controls |                                                                                                  |                                                                                   |
| Toyota       | Toyota Remote Connect               | Yes        | Start / Stop Lock / Unlock |                                                                                                  |                                                                                   |
| Volvo        | Volvo On Call                       | Yes        | Start / Stop Lock / Unlock Climate Controls |                                                                                                  |                                                                                   |
| Volkswagen   | Car-Net                             | Yes        | TBD |                                                                                                  |                                                                                   |